# Javier Drolas
Javier Drolas (Argentina, 3 de abril de 1972) es un actor y compositor argentino.

## Formación
Se formó en la Escuela Nacional de Bellas Artes Prilidiano Pueyrredón como artista plástico y en la Escuela Municipal de la Joya. También estudió producción de textos y puesta en escena con Rafael Spregelburd.

## Filmografía

### Cine
| Año  | Título                               | Papel                  | Notas                   |
| ---- | ------------------------------------ | ---------------------- | ----------------------- |
| 2001 | Violeta                              |                        | Cortometraje            |
| 2003 | Lo nuestro no funciona               |                        | También como compositor |
| 2005 | Medianeras                           | Él                     | Cortometraje            |
| 2007 | Amor autoadhesivo                    | Hombre                 | Cortometraje            |
| 2010 | El mural                             | Juan Carlos Castagnino |                         |
| 2011 | Medianeras                           | Martín                 |                         |
| 2012 | Los planetas                         |                        |                         |
| 2014 | En las nubes                         | Alejandro              | Cortometraje            |
| 2014 | Inmentis                             |                        | Cortometraje            |
| 2014 | Luna en Leo                          | Marcos                 |                         |
| 2015 | Cómo ganar enemigos                  | Max Abadi              |                         |
| 2016 | Me estás matando, Susana             | Chileno                |                         |
| 2016 | Gilda, no me arrepiento de este amor | Toti Giménez           |                         |
| 2017 | Severina                             | R                      |                         |
| 2017 | Superdulce                           | Alejandro              | Cortometraje            |
| 2018 | El padre de mis hijos                | Gastón                 |                         |
| 2018 | Camino sinuoso                       | Diego Perechodnik      |                         |
| 2019 | Las buenas intenciones               | Gustavo                |                         |
| 2019 | Los que vuelven                      | Padre Ignacio          |                         |
| 2019 | Lejos de Pekin                       | Daniel                 |                         |
| 2019 | Rosita                               | Víctor                 |                         |
| 2020 | El público                           |                        |                         |
| 2020 | El libro de los placeres             | Ulisses                |                         |
| 2021 | La estrella roja                     | Hilel Schwartz         |                         |
| 2021 | Bahía Blanca                         | Ernesto Sidi           |                         |
| 2022 | Sublime                              | Padre de Manuel        |                         |
| 2022 | Legítima defensa                     | Ramiro Sartori         |                         |

### Televisión
| Año  | Título                      | Papel           | Notas                                  |
| ---- | --------------------------- | --------------- | -------------------------------------- |
| 2011 | Gigantes                    | Juan            | Episodio: «Felicitas Guerrero»         |
| 2012 | Tiempos compulsivos         | Ernesto         |                                        |
| 2013 | A menina sem qualidades     | Tristán         |                                        |
| 2013 | Jorge                       | Ludovico Marra  |                                        |
| 2014 | La celebración              | Javito          | Episodio: «Boda»                       |
| 2015 | El mal menor                | Alfonso         | Episodio: «Julieta»                    |
| 2015 | Conflictos modernos         | Alejandro       | Episodio: «Telecomunicaciones»         |
| 2015 | Variaciones Walsh           | Policía Carrizo | Episodio: «Los dos montones de tierra» |
| 2016 | Conflictos modernos         | Federico        | Episodio: «Un gran favor»              |
| 2016 | Los ricos no piden permiso  | Felipe Cardozo  |                                        |
| 2017 | En viaje                    | Trelles         | Episodio: «Fobia – Parte 2»            |
| 2019 | Zielfahnder, Blutiger Tango | Rossmann        | Película para televisión               |
| 2021 | Pequeñas Victorias          | Nicolás         | Episodio: «Estoy fuera»                |
| 2021 | Días de gallos              | Pedro Quinteros | Episodio: «El regreso»                 |
| 2023 | Ringo, gloria y muerte      | Tito Lectoure   |                                        |
| 2024 | Cromañón                    | Juan Carlos     |                                        |

## Teatro
| Obra                               | Dirección                      | Lugar                         |
| ---------------------------------- | ------------------------------ | ----------------------------- |
| Bloqueo y Lucido                   | Rafael Spregelburd             | -                             |
| Bizarra                            | Rafael Spregelburd             | Centro Cultural Ricardo Rojas |
| Reproches constantes               | Santiago Gobernori             | -                             |
| Algo descarriló                    | Santiago Gobernori             | -                             |
| Poses para dormir                  | Lola Arias                     | -                             |
| Veladas temáticas                  | Compañía teatral "Mondo Pasta" | -                             |
| Infortunados ojos                  | Laura Mantel                   | Callejón de los deseos        |
| Ser el amo                         | Fernanda García Lao            | Sportivo Teatral              |
| La movilidad de las cosas terrenas | Analía Couceyro                | Sportivo Teatral              |
| El balcón                          | Raúl Mereniuk                  | Callejón de los Deseos        |
| Ivonne                             | -                              | Sportivo Teatral              |

## Premios y nominaciones
| Año  | Organización            | Categoría              | Trabajo                              | Resultado | Ref(s) |
| ---- | ----------------------- | ---------------------- | ------------------------------------ | --------- | ------ |
| 2016 | Premios Sur             | Mejor actor de reparto | Gilda, no me arrepiento de este amor | Nominado  | [ 1 ]  |
| 2017 | Premios Cóndor de Plata | Mejor actor de reparto | Gilda, no me arrepiento de este amor | Nominado  | [ 2 ]  |
| 2020 | Premios Cóndor de Plata | Mejor actor            | Las buenas intenciones               | Ganador   | [ 3 ]  |